# Melanostolus tatjanae
Melanostolus tatjanae är en tvåvingeart som beskrevs av Negrobov 1965. Melanostolus tatjanae ingår i släktet Melanostolus och familjen styltflugor. Inga underarter finns listade i Catalogue of Life.